# Wierzchowina (Żurowa)
Wierzchowina (360 m n.p.m.) – wzgórze na Pogórzu Ciężkowickim, u południowych podnóży Pasma Brzanki. Wznosi się w centrum miejscowości Żurowa, tuż po północno-wschodniej stronie drogi łączącej Żurową z Ołpinami.
Północno-zachodnie i południowo-zachodnie stoki Wierzchowiny dość stromo opadają do dolin potoków płynących przez Żurową i są całkowicie porośnięte mieszanym lasem. Również wierzchołek porasta las, natomiast stoki północno-wschodnie są łagodniejsze, zajęte przez pola i zabudowania osiedla Na Kamieniu. Na szczycie znajduje się skalna wychodnia o nazwie Borówka. Są w niej niewielkie jaskinie i schrony: Schronisko w Żurowej Pierwsze i Schronisko w Żurowej Drugie. Przy skale Borówka ma swój początek niebieski szlak turystyczny.
: Borówka – Żurowa – przełęcz między Wielką Górą i Kamionką – Ryglice